# 借貸俱樂部
借貸俱樂部（Lending Club）為一提供同儕借貸服務之金融公司，總部位於美國加州舊金山市。其為第一間將借貸業務商品向美國證券交易委員會登記為證券之網絡借貸公司，並且推行借貸內容之「債券」（Note）可於次級市場上交易。

## 历史
該公司提供線上平台作為交易服務媒介。單一債務人（借款者）經資格審核，可以提出借貸要求並提供借貸目的等相關資訊。依照債務人的信用評等、借款總額及分期貸款天期，計算出每期應償還之利息及本金。該公司再將債務總額分割為小金額債券，供眾多投資人（貸出者）參酌債務人資訊選購，投入資金以俾日後收取定期還款之本金與利息。仲介之服務費抽成為該公司收入來源。時至2013年11月，借貸俱樂部已協助發行30億美元的債務借貸。
2016年5月23日，盛大網絡斥資1.487億美元，購入0.29億借貸俱樂部股票，佔發行股票的11.7%，成為最大股東。
2016年5月23日，盛大網絡增持借貸俱樂部至18.8%，继续保持大股东地位。

## 外部連結
- 經濟學人：銀行剉咧等！P2P借貸風起雲湧 （页面存档备份，存于）